# Infurcitinea peterseni
Infurcitinea peterseni is een vlinder uit de familie echte motten (Tineidae). De wetenschappelijke naam is voor het eerst geldig gepubliceerd in 1984 door Baldizzone.
De soort komt voor in Europa.